# Троица (Новгородский район)
Тро́ица — деревня в Новгородском районе Новгородской области, входит в состав Ракомского сельского поселения.
Расположена в Ильменском Поозерье, непосредственно на берегу озера Ильмень. Ближайшие населённые пункты — деревни Старое Ракомо, Новое Ракомо, Нехотилово.

## История
В древности село Троица (Троицкое) являлось вотчиной новгородского посадника, крупного боярина Ивана Лошинского. Он входил в окружение и являлся единомышленником известной фамилии Борецких, выступавших против союза с Москвой и искавших поддержки Великого княжества Литовского.

В 1477 году Иван III предпринял военный поход на Новгород с целью присоединить его к Московскому княжеству и 27 ноября, как сообщает летопись, пришёл под город через Ильмень озеро по леду и стал у Троицы на Паозерии в Лошинского селе. Новгородская вторая летопись под 1478 годом сообщает:
Прииде князь велики Иван Васильевич к Новгороду ратью и стояли на Паозере у Троицы. И владыка Феофил Новгороцкий добиша челом великому князю, и назвали его государем своим.
Позже Троица стала дворцовым селом. Летопись также сообщает, что в селе стояла деревянная церковь, сгоревшая в 1552 году во время сильнейшей бури, также описанной в летописи. Затем храм был восстановлен, как сообщается, на средства, полученные от Ивана Грозного. Писцовая книга 1629 года указывает, что церковь была клетской, «строением царя и великого князя» и отличалось особенно богатым убранством.
В 1660 году старая постройка была заменена новой, также деревянной, которая простояла до 1930-х годов.